# Тейлор, Грэм
Грэм Те́йлор (англ. Graham Taylor; 15 сентября 1944 — 12 января 2017) — английский футболист и тренер. Главный тренер национальной сборной Англии по футболу (1990—1993).

## Игровая карьера
Окончил гимназию Сканторпа. Играл за сборную Английской грамматической школы. В 1962 году ушёл из школы в команду «Гримсби Таун». В 1968 году куплен «Линкольн Сити». В 1972 году закончил играть из-за серьёзной травмы бедра.

## Тренерская карьера
В 1972 году в возрасте 28 лет возглавил «Линкольн Сити», игравший в четвёртом дивизионе, став таким образом самым молодым тренером Англии. В 1976 году под его руководством «Линкольн Сити» вышел в третий дивизион.
Через год принял предложение предложение нового владельца ФК «Уотфорд» Элтона Джона возглавить клуб. Тренер прекрасно себя проявил и вывел команду из четвёртого дивизиона в первый. Уже в первом сезоне в элите «шершни» сенсационно заняли второе место, дошли до финала Кубка Англии, где уступили трофей «Эвертону» и вышли в Кубок УЕФА, где в следующем сезоне «Уотфорд» добрался до 1/8 финала, проиграв пражской «Спарте».
Но затем «шершни» стали выступать хуже и занимали места в середине таблицы. В 1987 году ушёл из клуба, чтобы принять «Астон Виллу». С ней он прошёл тот же путь, что и с «Уотфордом»: выход в первый дивизион — второе место в элите.
В 1990 возглавил сборную Англии.
В отборочном турнире к ЧЕ-1992 сборная играла не в самой сложной группе: Ирландия, Польша и Турция. Но подопечные Тейлора выиграли три матча (два у явного аутсайдера — Турции), а остальные три свели вничью, и с восемью очками всё-таки вышли в финальную часть. Там англичане провалились: два очка и последнее место в группе.
Отборочный цикл к ЧМ-1994 сборная с треском провалила, уступив нидерландцам и норвежцам, тренер поссорился с Гари Линекером. В 1993 году был отправлен в отставку.
В 1994 году стал наставником «Вулверхэмптона». Под его руководством клуб вышел в 1/4 Кубка Англии. Но после неудачного старта в сезоне 1995/96 в ноябре 1995 года был уволен.
В 1996 году вернулся в «Уотфорд». В 1999 году он снова вывел «шершней» в Премьер-лигу, но «Уотфорд» сразу же из неё вылетел. Тренер заявил об отсутствии мотивации тренировать и ушёл из клуба.
В 2002 году вернулся в «Астон Виллу». Но при нём клуб занял рекордно низкое 16-е место. В мае 2003 года Тейлор был уволен и из этого клуба.
В 2003 году был назначен вице-президентом клуба «Сканторп Юнайтед». С 2004 года работал на радио «Би-би-си». В 2009 году вошёл в совет директоров ФК «Уотфорд».
Являлся одним из 17 тренеров, проведших тысячу матчей в высшем дивизионе.

## Достижения
Серебряный призёр чемпионата Англии (как тренер): 1983, 1990